# London & Regional Properties
London & Regional Properties — одна из крупнейших частных компаний Европы, инвестирующих в недвижимость и девелопмент, работает с 1987 г. Представлена на рынках 12 стран, включая Англию, Германию, Россию, Польшу, ЮАР, Панаму и др. По собственным данным, портфель инвестиций превышает 8,5 млрд евро ($11,14 млрд). Компании принадлежат доли в более чем 40 отелях во всем мире, среди которых Hilton (во Франкфурте-на-Майне), Hilton Park Lane и Hilton Trafalgar Square (Лондон), Berns Hotel (Стокгольм), сеть отелей Holiday Club (Финляндия).

## Собственники и руководство
По данным The Times, компанией владеют её основатели — братья Ричард и Ян Ливингстоны.